# El misterio de Mamo
El misterio de Mamo (ルパン三世 ルパンVS複製人間 Rupan Sansei: Rupan tai Fukusei Ningen?) es una película de animación japonesa realizada en 1978 bajo la dirección de Soji Yoshikawa. Fue la primera película que se realizó basada en la historia del personaje Lupin III, creado por Monkey Punch.

## Voces de doblaje

### Lupin III: La Película (doblaje de 1980)
- Víctor Mares Alcalá (†) es Arsenus Lupin III (Lupin).
- Jorge Arvizu (†) es Daniel Dunn (Daisuke Jigen).
- Carlos Magaña (†) es El Samurai (Goemon Ishikawa XIII).
- Patricia Acevedo es Margot (Fujiko Mine).
- Francisco Colmenero es Inspector Eduardo Scott (Inspector Koichi Zenigata).
- Luis Bayardo es Foward Fughes (Mameaux).
- Eduardo Borja (†) es Flinch.
- Julio Lucena (†) es Agent Gordon.
- Esteban Siller Garza es Henrig Gissinger (Starky).
- Carlos Petrel (†) es the police commissioner.
- Álvaro Tarcicio (†) es Boris.
- Rubén Moya es Jimmy Carter.

### Lupin III: El secreto de Mamo (doblaje de 2003)
- Ricardo Tejedo es Arsenio Lupin III.
- Juan Alfonso Carralero es Daisuke Jigen.
- Armando Coria es Goemon Ishikawa XIII.
- Laura Ayala es Fujiko Mine.
- Luis Daniel Ramírez es Inspector Koichi Zenigata.
- Humberto Vélez es Howard Lockewood, a.k.a. Mamo
- Guillermo Sauceda es Flinch.
- Mario Sauret es Special Agent Gordon.
- Gerardo Vásquez es Henrig Gissinger, a.k.a. Starky
- Daniel Abundis es the police commissioner.
- Salvador Delgado es Boris.
- Jesse Conde es Jimmy Carter.